# سیارک ۱۰۶۳۸
سیارک ۱۰۶۳۸ (به انگلیسی: 10638 McGlothlin، نامگذاری:1998SV54) ده هزار و ششصد و سی و هشتمین سیارک کشف شده‌است که در ۱۶ سپتامبر ۱۹۹۸ کشف شد.
قدر مطلق سیارک برابر ۱۳٫۲۰ است.